# Jay Hammer
Jay Hammer (* 16. November 1945 in San Francisco, Kalifornien) ist ein US-amerikanischer Schauspieler.
Er spielte von 1984 bis 1998 in der Seifenoper Springfield Story die Rolle des Fletcher Reade. Hierfür wurde er 1985 für den WGA Award nominiert. Außerdem trat Hammer als Gaststar in Serien wie Einsatz in Manhattan, Mannix, Notruf California, Bumbers Revier und The Jeffersons auf.
Jay Hammer ist seit 1990 mit der Schauspielerin Dene Nardi verheiratet. Vorher lebte er fünf Jahre mit der Drehbuchautorin Pamela K. Long zusammen, mit der er zwei gemeinsame Kinder hat.